# Listă de titluri nobiliare românești

## Titluri nobiliare românești
- Vornic (din slavonă dvorĭnikŭ) reprezenta statutul de mare dregător, însărcinat cu supravegherea Curții Domnești. El conducea treburile interne ale țării, având și atribuții judecătorești: locțiitor al domnului în acel gen de probleme
- Stolnic (din slavonă stolu, „masă”) este un rang boieresc folosit în evul mediu în țările române (Țara Românească și Moldova), reprezentând dregătorul de curte care se îngrijea de masa domnului. În împrejurări mai deosebite sau la sărbători, el îl servea pe domn, gustând mâncărurile înaintea acestuia, spre a se dovedi că nu erau otrăvite.
- Paharnic era un titlu purtat, în evul mediu, de boierul de la curtea domnilor români din Țara Românească și din Moldova, care avea în grijă băutura domnului, iar în împrejurări deosebite sau la sărbători îl servea personal pe domn, gustând băutura înaintea acestuia, pentru a se convinge că nu este otrăvită.
- Ispravnic, (din bulgară, rusă izpravnik, ispravnik) - dregător care aducea la îndeplinire o poruncă domnească sau (mai târziu) care conducea, ca reprezentant al domnului, un județ sau un ținut

### Titluri monarhice
- împărat, (latină: imperator)
- rege, (latină: rex)
- domnitor, domn (regent)[necesită citare], (principe regent,  principe domnitor)
- principe domnitor, domn regent[necesită citare]
- prinț
- Ban, Mare Ban